# Jefuirea Romei (410)
Jefuirea Romei a avut loc pe 24 august 410, în timpul domniei împăratului roman occidental, Flavius Honorius. Roma a fost jefuită de trupele vizigote ale lui Alaric I, însă aceasta nu mai era de mult capitala Imperiului Roman de Apus, capitala fiind mutată la Milano și mai apoi la Ravenna. După acest eveniment, Roma nu își va mai recupera vreo dată statutul de centru spiritual al Imperiului Roman.
Prima dată după 800 de ani, Roma a căzut în mâinile unei armate străine. Ultima dată Roma fusese ocupată și jefuită de către galii lui Brennus în 387 î.Hr.

## Asediul
Alaric a fost pe punctul de a încheia pace cu Honorius când forțele sale au fost atacate de Sarus, un comandant got aliat cu împăratul. Ca răspuns, Alaric s-a întors la Roma și a asediat-o a treia oară. Pe 24 august 410, sclavii au deschis Porta Salaria, o intrare a Romei, iar vizigoții au intrat și jefuit timp de trei zile. Multe dintre clădirile mari ale orașului au fost devastate, inclusiv mausoleele lui Augustus și Hadrian, în care au fost îngropate rămășițele a mai multor împărați romani. A fost prima dată când orașul a fost jefuit în ultimii 800 de ani, iar cetățenii au fost distruși moral. Mulți romani au fost luați captivi, inclusiv sora împăratului, Galla Placidia, care s-a căsătorit ulterior cu Ataulf. Zeci de mii de romani au fugit ulterior din orașul în ruine, mulți dintre ei căutând refugiu în Africa.

## Urmări
După jaf, Alaric și forțele sale s-au retras spre sud, de unde doreau să ajungă în Africa. Navele, însă, au fost distruse într-o furtună, iar Alaric moare în decursul aceluiași an, fiind răpus de boală. Ataulf a preluat comanda vizigoților, conducându-i spre nord în Galia, unde s-au stabilit în Aquitania.
În 455, Roma a fost din nou jefuită, de către vandalii conduși de Genseric.
Jefuirea Romei din 410 este considerată de către unii istorici ca fiind sfârșitul Antichității și începutul Evului Mediu, caracterizat prin dezvoltarea regiunilor mici ale feudalilor în locul unui imperiu unitar. Majoritatea istoricilor situează însă sfârșitul Antichității, simbolic, în anul 476, când Romulus Augustus, ultimul împărat al Imperiului Roman de Apus este detronat de către Odoacru. Imperiul Roman de Răsărit a mai durat încă aproape un mileniu, până în 1453.